# Paloma Kwiatkowski
Paloma Kwiatkowski (Vancouver, Columbia Británica, 29 de mayo de 1994) es una actriz canadiense de cine y televisión.